# Alexander Schimmelpenninck van der Oye (1839-1918)
Alexander (Alex) baron Schimmelpenninck van der Oye, heer van de beide Pollen en Nijenbeek (Voorst, Huis de Poll, 30 september 1839 – 's-Gravenhage, 19 juni 1918) was een Nederlands politicus.
Hij was een bestuurder en Tweede Kamerlid uit de tweede helft van de negentiende eeuw uit een bekend Gelders geslacht. Hij was een grootgrondbezitter en rentenier, die ook hoffuncties bekleedde. Hij was een trouw volgeling van Groen van Prinsterer, met wie hij correspondeerde en bij wie hij enige jaren vaak op bezoek kwam. Hij stond als Kamerlid bekend als een tamelijk gematigd en op verzoening gericht man, minzaam in de omgang. Hij zou in zekere zin als voorloper van een christelijk-historische politicus kunnen worden beschouwd. In 1888 werd hij commissaris des Konings in Utrecht.
Hij trouwde in 1864 met jkvr. Sophia Frederica Mathilde van Bronkhorst (1841-1916), lid van de familie Van Bronkhorst en dochter van jhr. Ludolph van Bronkhorst (1813-1885). Uit dit huwelijk werd een dochter geboren die erfgename was van de beide Pollen en Nijenbeek; na haar overlijden gingen die over op haar man, hofmaarschalk en grootmeester jhr. mr. R.E.W van Weede (1858-1933).
De grote collectie familieportretten die op Huis de Poll hingen, gingen volgens de familietraditie echter over naar de oudste mannelijke naamdrager: Willem Anne Assueer Jacob baron Schimmelpenninck van der Oye (1889–1957), heer van Duivenvoorde, enz. Die collectie belandde daardoor op kasteel Duivenvoorde waar ze nog steeds verblijft.
- Biografisch Portaal: 54940956
- Gemeinsame Normdatei: 1159349568
- International Standard Name Identifier: 0000 0003 9264 9431
- Nederlandse Thesaurus van Auteursnamen: 070294380
- Parlement.com: vg09ll7ilrze
- Système universitaire de documentation: 248381482
- Virtual International Authority File: 280065476
- WorldCat: E39PBJht9rtVMvbCPppgfD7JXd